# The Equinox
The Equinox – The Review of Scientific Illuminism war eine von Aleister Crowley herausgegebene Zeitschrift, die ab 1909 zunächst halbjährlich erschien, entsprechend dem Titell jeweils zum Frühlings- und Herbst-Äquinoktium. Sie diente als Organ des Astrum Argenteum (A∴A∴), eines von Crowley gegründeten magischen Ordens, wie auch für den Ordo Templi Orientis (O.T.O.), dem Crowley auch eng verbunden war.
Neben Schriften über Esoterik und Magick – eine von Crowley und in der Nachfolge der von ihm begründeten Thelema-Bewegung propagierten Form der Magie – erschienen auch Gedichte, Erzählungen, Dramen, Graphik und Biographien. Ein erheblicher Teil der Beiträge wurde von Crowley verfasst, teils unter Pseudonym. Neben Crowley waren Victor B. Neuburg, Ethel Archer und Meredith Starr Beiträger der Zeitschrift. Als Organ der A∴A∴ erschienen in The Equinox auch viele der Libri von Thelema, einer Schriftenreihe, die den Kanon von A∴A∴, O.T.O. und Thelema bilden.
Dem Editorial der ersten Nummer zufolge begann mit dem Erscheinen des Equinox ein „ganz neues Abenteuer in der Geschichte der Menschheit.“ Die Zeitschrift nahm für sich in Anspruch, im Rahmen des Möglichen allgemeinverständlich zu sein, wandte sich gegen „Scharlatanerie, […] Wunderwerkerei und Obskurantismus“ und versprach, zu den behandelten Gegenständen „nicht nur den Text, sondern auch den Kommentar; nicht nur den Kommentar, sondern das Wörterbuch, die Grammatik und das Alphabet“ bereitzustellen. Das Motto der Zeitschrift war entsprechend „Die Methode der Wissenschaft – das Ziel der Religion“ (The Method of Science – The Aim of Religion).
Band I erschien von 1909 bis 1913, Band II erschien nicht, Band III mit zunehmenden Abständen von 1919 bis 1983, wobei nur die als Blue Equinox bekannte Nummer der bisherigen Form der Hefte entsprach, die folgenden Nummern enthielten jeweils eine einzelne Schrift, darunter auch umfangreiche Werke wie The Book of Thoth, Crowleys Abhandlung über das Tarot. 1996 erschien dann Band IV in zwei Nummern im Verlag Weiser.

## Ausgaben
Neben den Originalbänden, deren Nachdrucken bzw. digitalen Ausgaben auf den Webseiten von A∴A∴ und O.T.O. (siehe Abschnitt Weblinks bzw. die Digitalisate der einzelnen Nummern) gibt es Auswahlbände in Buchform sowie deutsche Übersetzungen.
Auswahl:
- The Best of The Equinox. HHrsgg. von Lon Milo DuQuette. 3 Bde. Weiser, New York.
  - Bd. 1: Enochian Magick. 2012, ISBN 978-1-57863-530-6.
  - Bd. 2: Dramatic Ritual. 2013, ISBN 978-1-57863-542-9.
  - Bd. 3: Sex Magick. 2013, ISBN 978-1-57863-571-9.

Deutsch:
- Der Equinox: das offizielle Organ der A∴A∴ ; das offizielle Organ des O.T.O. ; das Magazin für wissenschaftlichen Illuminismus. Phänomen-Verlag Peyn, Lüchow 1994–1999.
- Aleister Crowley: Gesammelte Schriften. Bd. 3: Auszüge aus: The Equinox Vol. I, No. II - VIII u.a. 1993, ISBN 3-89423-011-8.

## Inhalt der Einzelbände vonThe Equinox
Die Autorennamen erscheinen in Klammern hinter den Titeln der Beiträge. Zu den aufgelösten Pseudonymen Crowleys siehe die Liste der Pseudonyme von Aleister Crowley.
Die meisten der Nummern haben teils umfangreiche Supplemente, die separat paginiert sind.

### Band I

#### Nummer 1
Bd. I, Nr. 1: Frühjahr 1909. Simpkin, Marshall, Hamilton, Kent & Co., Ltd., Digitalisat
1. Editorial
2. An Account of A∴ A∴ [Liber XXXIII] (Karl von Eckartshausen)
3. Liber Librae sub figura XXX
4. Liber Exercitiorum
5. The Wizard Way (Aleister Crowley)
6. The Magic Glasses (Frank Harris)
7. The Chymical Jousting of Brother Perardua
8. The Lonely Bride (Victor B. Neuburg)
9. At the Fork of the Roads
10. The Magician
11. The Soldier and the Hunchback: ! And ? (Aleister Crowley)
12. The Hermit
13. The Temple of Solomon the King (Book I)
14. The Herb Dangerous (Part I) : A Pharmaceutical Study of Cannabis Sativa (E. Whineray, M.P.S.)

Special Supplement: The Record of the Magical Retirement of G. H. (John St. John [= Aleister Crowley])

#### Nummer 2
Bd. I, Nr. 2: Herbst 1909. Simpkin, Marshall, Hamilton, Kent & Co., Ltd., Digitalisat
1. Titelseiten
2. Editorial
3. Liber O vel Manus et Sagittae sub Figura VI
4. The Herb Dangerous (Part II) : The Psychology of Hashish (Oliver Haddo [= Aleister Crowley])
5. Reviews
6. The Garden of Janus (Aleister Crowley)
7. The Dream Circean (Martial Nay)
8. The Lost Shepherd (Victor B. Neuburg)
9. A Handbook of Geomancy
10. The Organ in King’s Chapel, Cambridge, (G. H. S. Pinsent [= Aleister Crowley])
11. A Note on Genesis (Allen Bennet)
12. The Five Adorations (Dost Achiha Khan [= Aleister Crowley])
13. Illusion d'amoureux (Francis Bendick [= Aleister Crowley])
14. The Opium-Smoker
15. Postcards to Probationers (Aleister Crowley)
16. The Wild Ass (Alys Cusack [= Aleister Crowley])
17. The Sphinx at Gizeh (Lord Dunsany)
18. The Priestess of Panormita (Elaine Carr [= Aleister Crowley])
19. The Temple of Solomon the King (Book II, Anfang)
20. Amongst the Mermaids (Norman Roe)
21. Ave Adonai (Aleister Crowley)
22. The Man-Cover (George Raffalovich [= Aleister Crowley])
23. Stewed Prunes and Prism: The Tennyson Centenary (A. Quiller, Jr. [= Aleister Crowley])
24. Stop Press Reviews

#### Nummer 3
Bd. I, Nr. 3: Frühjahr 1910. Simpkin, Marshall, Hamilton, Kent & Co., Ltd., Digitalisat
1. Titelseiten
2. Editorial
3. Liber XIII vel Graduum Montis Abiegni : A Syllabus of the Steps Upon the Path
4. AHA! (Aleister Crowley)
5. The Herb Dangerous (Part III) : The Poem of Hashish (Charles Baudelaire, übersetzt von Aleister Crowley))
6. An Origin (Victor B. Neuburg)
7. The Soul-Hunter
8. Madeleine (Arthur F. Grimble [= Aleister Crowley])
9. The Temple of Solomon the King (Book II, Fortsetzung)
10. The Coming of Apollo (Victor B. Neuburg)
11. The Brighton Mystery (George Raffalovich [= Aleister Crowley])
12. Reviews
13. The Shadowy Dill-Waters (A. Quiller, Jr. [= Aleister Crowley])
14. Stop Press Reviews

Special Supplement: Liber DCCCCLXIII : The Treasure-House of Images

#### Nummer 4
Bd. I, Nr. 4: Herbst 1910. Privately published, London., Digitalisat
1. Titelseiten
2. Editorial
3. Liber III vel Jugorum
4. Liber A vel Armorum sub Figura CCCCXII
5. I.NST N.ATTURAE R.EGINA I.SIS (Omnia Vincam [= Victor B. Neuburg])
6. Reviews
7. My Lady of the Breeches (George Raffalovich [= Aleister Crowley])
8. Reviews
9. At Bordj-An-Nus (Hilda Norfolk [= Aleister Crowley])
10. LINOS ISIDOS (Aleister Crowley)
11. The Temple of Solomon the King (Book II, Fortsetzung)
12. Pan to Artemis (Aleister Crowley)
13. The Interpreter (Perdurabo [= Aleister Crowley])
14. The Daughter of the Horseleech (Ethel Ramsay [= Aleister Crowley])
15. The Dreamer (Ethel Archer)
16. Mr. Todd : A Morality (William Butler Yeats)
17. The Gnome (Victor B. Neuburg)
18. Review
19. The Herb Dangerous (Part IV) : The Hasheesh Eater
20. The Buddhist (Ananda Vijja [= Aleister Crowley])
21. The Agnostic (Victor B. Neuburg)
22. The Mantra-Yogi (Aleister Crowley)
23. The Violinist (Francis Bendick [= Aleister Crowley])
24. EHE! (George Raffalovich [= Aleister Crowley])
25. Half-Hours with Famous Mahatmas. No. I (Sam Hardy)
26. The Thief-Taker (Aleister Crowley)
27. Review
28. The Eyes of St. Ljubov (J. F. C. Fuller und George Raffalovich [= Aleister Crowley])
29. Midsummer Eve (Ethel Archer)
30. The Poetical Memory (Aleister Crowley)
31. Adela (Aleister Crowley)
32. The Three Worms (Edward Storer [= Aleister Crowley])
33. The Felon Flower (Ethel Archer)
34. The Big Stick
35. Glaziers' Houses (A. Quiller, Jr. [= Aleister Crowley])
36. In the Temple (Victor B. Neuburg)

Special Supplement: The High History of Sir Palamedes the Saracen Knight and of his Following the Questing Beast (Aleister Crowley)

#### Nummer 5
Bd. I, Nr. 5: Frühjahr 1911. Privately published, London., Digitalisat
1. Titelseiten
2. Editorial
3. Liber HHH sub figura CCCXLI
4. The Blind Prophet : A Ballet (Aleister Crowley)
5. The Training of the Mind (Ananda Metteya)
6. The Sabbath (Ethel Ramsay [= Aleister Crowley])
7. The Temple of Solomon the King (Liber 58, The Qabalah)
8. A Nocturne (Victor B. Neuburg)
9. The Vixen (Francis Bendick [= Aleister Crowley])
10. The Pilgrim (Aleister Crowley)
11. My Crapulous Contemporaries No. IV : Wisdom While You Waite (Aleister Crowley)
12. X-Rays on Ex-Probationers (Perdurabo [= Aleister Crowley])
13. The Vampire (Ethel Archer)
14. The Big Stick
15. Correspondence
16. Stop Press Reviews

Special Supplement: Liber XXX Aerum vel Saecvli sub figura CCCCXVIII : Being of the Angels of the 30 Aethyrs – The Vision and the Voice

#### Nummer 6
Bd. I, Nr. 6: Herbst 1911. Wieland & Co., Digitalisat
1. Titelseiten
2. Editorial
3. Liber Porta Lucis sub figura X
4. Liber Turris vel Domus Dei sub figura XVI
5. Liber Tzaddi vel Hamus Hermeticus sub figura XC
6. Liber Cheth vel Vallum Abiegni sub figura CLVI
7. Liber Resh vel Helios sub figura CC
8. Liber A'Ash vel Capricorni Pneumatici sub figura CCCLXX
9. Three Poems For Jane Cheron (Aleister Crowley)
10. Circe (Ethel Archer)
11. The Electric Silence
12. Song (Ethel Archer)
13. The Scorpion (Aleister Crowley)
14. The Earth (Francis Bendick [= Aleister Crowley])
15. Sleep (Ethel Archer)
16. The Ordeal of Ida Pendragon (Martial Nay [= Aleister Crowley])
17. The Autumn Woods (Victor B. Neuburg)
18. The Dangers of Mysticism (Aleister Crowley)
19. The Big Stick (John Yarker, E. Whineray, Aleister Crowley, etc.)

Special Supplement: The Rites of Eleusis (Aleister Crowley, Leila Waddell)

#### Nummer 7
Bd. I, Nr. 7: Frühjahr 1912. Wieland & Co., Digitalisat
1. Titelseiten
2. Editorial
3. Liber B vel Magi sub figura I
4. Liber Nu sub figura XI
5. Liber Israfel sub figura LXIV (Allen Bennet, Crowley u. a.)
6. Liber Stellae Rubeae sub figura LXVI
7. Liber Astarte vel Liber Berylli sub figura CLXXV
8. Liber RU vel Spiritus sub figura CCVI
9. Liber Arcanorum των ATV του TAHVTI QUAS VIDIT ASAR IN AMENNTI. Liber Carcerorum των QLIPHOTH cum suis Geniis. Adduntur Sigilla et Nomina Eorum sub figura CCXXXI
10. Liber Tau vel Kabbalae Trium Literarum sub figura CD
11. Liber Os Abysmi vel DAATH sub figura CDLXXIV
12. Liber HAD sub figura DLV
13. Liber Tau sub figura DCCCXXXI
14. Liber Viarum Viae sub figura DCCCLXVIII
15. Liber ThIShARB Viae Memoriae sub figura CMXIII
16. Adonis (Aleister Crowley)
17. The Ghouls (Aleister Crowley)
18. The Four Winds (Aleister Crowley)
19. Independence (Aleister Crowley)
20. Showstorm (Aleister Crowley)
21. A Brief Abstract of the Symbolic Representation of the Universe Derived by Doctor John Dee through the Skrying of Sir Edward Kelley. Part I (Aleister Crowley)
22. Apollo Bestows the Violin (Aleister Crowley)
23. Diana of the Inlet (Katharine Susannah Prichard)
24. Silence (Ethel Archer)
25. Memory of Love (Meredith Starr)
26. Across the Gulf (Aleister Crowley)
27. The Temple of Solomon the King (Book II, Fortsetzung)
28. My Crapulous Contemporaries No. V : The Bismark of Battersea (A. Quiller, Jun. [= Aleister Crowley])
29. Arthur in the Area Again (Aleister Crowley)
30. The Big Stick (Reviews. Aleister Crowley und John Yarker)
31. A Birthday (Aleister Crowley)

#### Nummer 8
Bd. I, Nr. 8: Herbst 1912. Wieland & Co., Digitalisat
1. Titelseiten
2. Editorial
3. θέλημα : A Tone-Testament (Leila Waddell)
4. Three Poems (Victor B. Neuburg)
5. The Temple of Solomon the King (Book II, Fortsetzung)
6. His Secret Sin (Aleister Crowley)
7. Long Odds (Aleister Crowley)
8. Doctor Bob. A Sketch (Mary d'Este und Aleister Crowley)
9. The Woodcutter (Aleister Crowley)
10. La Foire (Barbey de Rochechouart [= Aleister Crowley])
11. Professor Zircon (Aleister Crowley)
12. A Brief Abstract of the Symbolic Representation of the Universe, Derived by Doctor John Dee through the Skrying of Sir Edward Kelly. Part II : The Forty-Eight Calls (Aleister Crowley)
13. Stepney
14. The Tell-Tale Heart. Adapted from the Story of E. A. Poe (Aleister Crowley)
15. Sorites
16. A Description of the Cards of the Tarot, with their Attributions; Including a Method of Divination by their Use
17. On-On-“Poet” (Mary d'Este)
18. Elder Eel (Aleister Crowley)
19. The Spadger (John Masefield, Jr. [= Aleister Crowley][3])
20. To Persis (David Hamish Jenkins)
21. Waite’s Wet or the Backslider’s Return (A. Quiller, Jr. [= Aleister Crowley])
22. My Crapulous Contemporaries No. VI : An Obituary (A. Quiller, Jr. [= Aleister Crowley])
23. The New Evelyn Hope (Victor B. Neuburg)
24. Reviews

Special Supplement: Sepher Sephiroth sub figura D

#### Nummer 9
Bd. I, Nr. 9: Frühjahr 1913. Wieland & Co., Digitalisat
1. Titelseiten
2. Editorial
3. The Temple of Solomon the King (Book II, Fortsetzung)
4. Lines to a Young Lady Violinist on Her Playing in a Green Dress Designed By the Author (Aleister Crowley)
5. Energized Enthusiasm [Liber DCCCXI]
6. The “Titanic” (Aleister Crowley)
7. A Literatooralooral Treasure-Trove (Lemuel S. Innocent [= Aleister Crowley])
8. Threnody
9. Dischmatal by Night (Arthur Grimble [= Aleister Crowley])
10. A Quack Painter (A. Quiller, Jr. [= Aleister Crowley])
11. At Sea (Aleister Crowley)
12. Cancer? (Aleister Crowley)
13. Dumb!
14. The Vitriol-Thrower
15. The Fairy Fiddler (Ethel Archer)
16. An Evocation of Bartzabel the Spirit of Mars
17. The Testament of Magdalen Blair
18. Ercildoune (Aleister Crowley)
19. Athanasius Contra Decanum (Aleister Crowley)
20. My Crapulous Contemporaries. No. VII. A Galahad in Gomorrah
21. How I Became a Famous Mountaineer (Percy W. Newlands, P.R.A.S., P.R.B.S., P.R.C.S., P.R.Y.S., P.R.Z.S., etc., etc. [= Aleister Crowley])
22. The Tango: A Sketch (Mary d'Este und Aleister Crowley)
23. The Big Stick
24. Reviews

#### Nummer 10
Bd. I, Nr. 10: Herbst 1913. Wieland & Co., Digitalisat
1. Titelseiten
2. Official Pronouncements by the Chancellor of the A∴A∴
3. I.N.R.I.: British Section of the Order of Oriental Templars (O.T.O.)
4. In Memoriam – John Yarker
5. Editorial
6. Liber L. Vel Legis sub figura CCXX
7. Liber ΒΑΤΡΑΧΟΦΕΝΟΒΟΟΚΟΣΜΟΜΑΧΙΑ sub figura DXXXVI
8. A Syllabus of the Οfficial Ιnstructions of A∴ A∴
9. The Ship : A Mystery Play (Saint Edward Aleister Crowley)
10. As in a Glass, Darkly (Arthur Grimble [= Aleister Crowley])
11. Two Fragments of Ritual („Translated by Fra. K. F. IX°. from a German MS. said to have been found among the papers of Weishaupt“)
12. The Disciples (Aleister Crowley)
13. The Temple of Solomon the King (Book II, Schluss)
14. Rosa Ignota (Victor B. Neuburg)
15. The Game of Crowley (Beschreibung eines Kartenspiels)
16. Boo to Buddha
17. Crowley Pool (Beschreibung eines Kartenspiels)
18. Hymn to Satan
19. A Ballad of Bedlam (Ethel Archer)
20. Dead Weight
21. The Big Stick
22. Colophon — To Laylah Eight-And-Twenty
23. Index to Volume I
24. Pseudonyms of Reviewers

Special Supplement: The Key of the Mysteries (Übersetzung Crowley von Éliphas Lévis La clef de grand mystères)

### Band II
Band II ist aus unbekannten Gründen nie erschienen.

### Band III

#### Nummer 1 (Blue Equinox)
Bd. III, Nr. 1: Spring 1919. Universal Publishing Co, Detroit MI
1. Hymn to Pan
2. Editorial
3. Præmonstrance of A∴A∴
4. Curriculum of A∴A∴
5. Liber II : The Message of the Master Therion
6. The Tent
7. Liber DCCCXXXVII : The Law of Liberty
8. Liber LXI vel Causae A∴A∴ : The Preliminary Lection Including the History Lection
9. A Psalm
10. Liber LXV : Liber Cordis Cincti Serpente
11. Liber CL vel נעל, A Sandal, De Lege Libellum
12. A Psalm
13. Liber CLXV : A Master of the Temple
14. Liber CCC : Khabs am Pekht
15. Stepping Out of the Old Aeon into the New
16. The Sevenfold Sacrament
17. Liber LII : Manifesto of the O.T.O.
18. Liber CI : An Open Letter to Those Who May Wish to Join the Order
19. Liber CLXI : Concerning the Law of Thelema
20. Liber CXCIV : An Intimation with Reference to the Constitution of the Order
21. Liber XV : Ecclesiæ Gnosticæ Catholicæ Canon Missæ
22. Nekam Adonai!
23. A La Loge
24. The Tank

Special Supplement: Liber LXXI : The Voice of the Silence: The Two Paths, The Seven Portals

#### Nummern 2 bis 10
1. The Gospel According to St. Bernard Shaw (auch Jesus, Liber 888, and Other Papers. So nicht erschienen. Ausgabe: Crowley on Christ. C. W. Daniel, 1974, ISBN 0-85207-131-0)
2. The Equinox of the Gods (1936. London, O.T.O. Neuausgabe: New Falcon, 1991, ISBN 1-56184-028-9)
3. Eight Lectures on Yoga (1939. London, O.T.O. Neuausgabe: New Falcon, 1992, ISBN 1-56184-007-6)
4. The Book of Thoth (1944. London, O.T.O. Neuausgabe: Weiser, 1981, ISBN 0-87728-268-4)
5. Liber Aleph (1961. Thelema Publishing Co. Neuausgabe: Weiser, 1991, ISBN 0-87728-729-5)
6. Shih Yi : A Critical and Mnemonic Paraphrase of the Yi King (I Ching) (1971. Thelema Publishing Co.)
7. Tao Teh Ching (1975. Weiser)
8. The Holy Books of Thelema (1983. Weiser, ISBN 0-87728-579-9)
9. The Review of Scientific Illuminism, the Official Organ of the O.T.O (1986. Weiser. Weitere Ausgabe: Weiser, 1990, ISBN 0-87728-719-8)

### Band IV

#### Nummer 1
Bd. IV, Nr. 1: Commentaries on the Holy Books and Other Papers. Herausgegeben von Hymenaeus Beta [= William Breeze]. 1996. Weiser.
1. Occultism
2. One Star in Sight
3. Liber XXXIII : An Account of A∴A∴
4. Liber Collegii Sancti sub figura CLXXXV : Being the Tasks of the Grades and Their Oaths
5. Liber Vesta vel פרכת sub figura DCC : Book of the Robes of the Order
6. Liber DCLXXI vel Pyramidos : A Ritual of Self-Initiation Based Upon the Formula of the Neophyte
7. Four Paintings (J.F.C. Fuller)
8. Liber VIII : The Ritual Proper for the Invocation of Augoeides
9. Liber LXV with Commentary (Liber Cordis Cincti Serpente)
10. Liber LXXI, the Voice of the Silence with Commentary
11. Shorter Commentaries to the Holy Books

#### Nummer 2
Bd. IV, Nr. 2: The Vision and the Voice with Commentary and Other Papers. Herausgegeben von Hymenaeus Beta [= William Breeze]. 1998. Weiser.
1. Liber CDXVIII. The Vision and the Voice with Commentary
2. Liber CCCXXV. The Bartzabel Working
3. Liber LX. The Ab-ul-Diz Working
4. Liber CDXV. Opus Lutetianum, The Paris Working
5. Appendix I: Algerian Diary, 1909
6. Appendix II: Diary Fragment, 1910

## MottaEquinox
Die lange nach Crowleys Tod unter dem Titel The Equinox erscheinenden Bände wurden von Marcelo Ramos Motta herausgegeben und von dessen Verlag Thelema Publishing Co. publiziert.
- Vol. V, Nr. 1: The Commentaries to Liber AL vel Legis (1975)
- Vol. V, Nr. 2: Liber LXV and comments and writings by Marcelos Motta (1979)
- Vol. V, Nr. 3: The Chinese Texts of Magick and Mysticism (1980)
- Vol. V, Nr. 4: Sex and Religion (1981)
- Vol. VII, Nr. 1: The Red Equinox (1992)

## Auswahlausgaben
- Israel Regardie (Hrsg.): Gems From the Equinox : Instructions by Aleister Crowley for His Own Magical Order. Falcon Press, Phoenix, Arizona 1974, ISBN 0-941404-10-2.
- Lon Milo DuQuette: The Best of the Equinox. Red Wheel/Weiser, San Francisco.
  - Volume I : Enochian Magick. 2012, ISBN 978-1-57863-530-6.
  - Volume II : Dramatic Ritual. 2013, ISBN 978-1-57863-542-9.
  - Volume III : Sex Magick. 2013, ISBN 978-1-57863-571-9.

## Deutsche Übersetzungen
Äquinox. 10 Teile. Genossenschaft Psychosophia, Zürich 1954–1959.
- Teil 1: Das Buch des Gesetzes. Übersetzt von Frater Fines Transcendam. 1954.
- Teil 2: Das Herz des Meisters. Enthält: Der Soldat und der Bucklige / ! und ? 1955.
- Teil 3: Kleine Aufsätze, die zur Wahrheit führen. Übersetzt von Karl Germer. 1955.
- Teil 4: Magischer Dialog. Übersetzt von Frater Fines Transcendam. 1956.
- Teil 5: Liber 21. Khing Kang King, der Klassiker der Reinheit. Vormals aufnotiert zur Zeit der Dynastie Wu und nun in Reime gebracht von Aleister Crowley und in deutsche Verse gefügt von Frederic Mellinger. 1956.
- Teil 6: Liber LXI vel Causae A.A. Einführende Lektion einschliesslich Geschichts-Lektion. 1957.
- Teil 7: Ordo Templo orientis. Manifest. 1957.
- Teil 8: Liber liberi vel Lapidis lazuli. Ad umbratio Kabbalae Aegyptiorum sub figurâ VII. Being the voluntary emancipation of a certain exempt adept from his adeptship. Birthwords of a master of the Temple. 1958.
- Teil 9: Liber LXV. Liber Cordis Cincti Serpente Sub Figura. 1958
- Teil 10: Magie. Enthält außerdem: Grimorium sanctissimum. Der Sternrubin. Der Sternsaphir. Reguli. 1959.